# Qazangöldağ
Qazangöldağ is een berg met een hoogte van 3829 meter boven zeeniveau, de op een hoogste berg van het Zangezoergebergte van de Kleine Kaukasus. De berg ligt op de grens van de Azerbeidzjaanse exclave Nachitsjevan en de Armeense provincie Sjoenik.